# Herbert von Berger
Herbert Paul Georg von Berger (né le 7 octobre 1881 à Francfort-sur-l'Oder et mort en 1965) est un officier, écrivain, publiciste et haut fonctionnaire prussien dans le domaine de la protection de la constitution.

## Biographie
Herbert von Berger, fils du major Heinrich von Berger et Anna, née Frey devient d'abord un officier prussien. En 1903, il se retire du service militaire actif et se consacre à l'écriture et à l'édition. En tant que directeur éditorial du Reimar Hobbing Verlag, fondé à Berlin en 1903, il est également actif en tant que publiciste philosophico-politique. Il publie le "Konservative Monatsschrift für Politik, Kunst und Literatur" et prend plus tard la direction de la maison d'édition Reimar Hobbing (de). Il y republié les œuvres de Frédéric le Grand et reçoit l'Ordre de l'Aigle rouge de 4e classe. Sa première publication personnelle est probablement "Irmgard: Dramatische Dichtung", qui est publiée par Berlin Janke Verlag. Plusieurs écrits et articles individuels suivent dans lesquels il présente l'attitude du conservatisme, qui est aussi la sienne à l'époque, sous différents angles. Cela comprend le livre de 1910 "Der Konservatismus und die Partei", dont il est membre. En 1913, avec Philipp Zorn, à l'occasion du 25e anniversaire du règne de Guillaume II, il publie un vaste ouvrage en trois volumes intitulé "Deutschland unter Kaiser Wilhelm II.“.
Au début de la Première Guerre mondiale, Herbert von Berger entre dans la fonction publique prussienne. Il travaille d'abord en 1914 comme ouvrier non qualifié au département des affaires de presse du ministère prussien de l'Intérieur. Au cours de ces années, il devient membre de la Société allemande de 1914. À partir de 1916, il est conseiller secret du gouvernement et, en mars 1919, il rejoint le ministère d'État prussien (de). À cette époque, la République de Weimar est née, le nouveau Premier ministre Philipp Scheidemann présente le 13 février 1919 son gouvernement et l'Assemblée nationale se réunit à Weimar pour rédiger la constitution. Avant même son entrée en vigueur, le ministère d'État prussien prend la décision le 21 juillet 1919 de former une institution qui doit assurer la protection de la constitution. Le Commissariat d'État prussien pour le contrôle de l'ordre public (PrStKom) commence ses activités le 2 août 1919, et est sous la direction de Herbert von Berger. En tant que commissaire d'État de cette autorité de sécurité d'État nouvellement créée, il est responsable de la collecte et de l'évaluation des informations sur les opposants à la Constitution du Reich de Weimar et est directement subordonné au ministre-président prussien et au ministre de l'Intérieur. La Prusse a fait de même au début de l'année 1919 dans le domaine de la police politique. Celle-ci est intégrée à la préfecture de police de Berlin. Au moment de sa création, le commissariat d'État est divisé en trois secteurs : le service de renseignement, le service exécutif et le service de presse. Bien qu'il s'agisse d'une autorité prussienne, le cabinet du Reich, par sa décision du 13 septembre 1919, met à disposition un total de 2,5 millions de marks "provenant du fonds de guerre" et accepte dans un premier temps ce statut.
Le défaut de cette autorité constitutionnelle est cependant, dès le début, qu'elle n'est pas une autorité du Reich, mais que sa mission est orientée vers la protection de la Constitution dans toutes les parties de la République de Weimar. Cela doit être assuré en rassemblant à Berlin les informations pertinentes provenant des 12 États des bureaux d'enregistrement qui y sont installés et en les complétant par ses propres réseaux ainsi que par des agents infiltrés. Afin d'être rapidement opérationnel, les principaux postes de personnel sont pourvus avant la fin de l'année et l'autorité est rebaptisée "commissaire d'État à l'ordre public" le 9 décembre 1919. Il s'est toutefois avéré assez rapidement que cela ne peut pas fonctionner ainsi. Les États se méfient du rôle dominant de la Prusse et le gouvernement du Reich déplore le manque d'influence de l'Empire sur le travail du commissaire d'État prussien. Vers la fin de l'année, le conseiller personnel du ministre du Reich Heinrich Hemmer (1886-1942), conseiller personnel du ministre du Reich Matthias Erzberger (1875-1921), tente de prendre des mesures pour transformer l'autorité de l'État en une autorité du Reich. Dès le 14 février 1920, un projet de loi est sur la table du cabinet.
Mais les événements du putsch de Kapp du 13 au 17 mars 1920 met fin d'un coup à toutes les discussions entamées. Ils ont clairement montré que le commissaire d'État prussien a "lamentablement échoué". En effet, son autorité n'a pas été suffisamment informée des dangers imminents qui doivent conduire à la chute de la République de Weimar. Dans ses rapports au gouvernement, elle a minimisé la menace que représentaient pour l'État les forces d'extrême droite, qui provient alors principalement de l'Association nationale (de). Herbert von Berger n'a pas informé le gouvernement des projets de putsch de Wolfgang Kapp et Walther von Lüttwitz. Il a ainsi contribué au fait que le cabinet Bauer n'est pas non plus en mesure d'évaluer correctement la situation. C'est pourquoi, après le putsch de Kapp, il doît répondre aux accusations de déloyauté ou de négligence qui lui sont adressées. Le 25 mars 1920, il est donc remplacé en tant que commissaire d'État. C'est Robert Weismann (de) (1869-1942) travaille comme procureur en Prusse.
Immédiatement après, Herbert von Berger travaille comme envoyé prussien à Dresde et plus tard comme chargé de cours au ministère de l'Intérieur.
Herbert von Berger décède en 1965.

## Publications
- Irmingard: Dramatische Dichtung, Berlin Janke Verlag, 1908.
- Der Konservatismus und die Partei, Reimar Hobbing Verlag Berlin, 1910.
- Konservatismus im geistigen Leben, Reimar Hobbing Verlag Berlin, 1910.
- Deutschland unter Kaiser Wilhelm II. (Mitautor: P.Zorn, F.W.von Loebel, S.Körte und H. von Berger), Reimar Hobbing Verlag Berlin, 1914.

Tome 1 La politique allemande Tome 2 La vie économique allemande Tome 3 Les sciences
- Ein Fallissiment: Schauspiel in 4 Akten, Hendel Bücherei Halle an der Saale, 1920.
- Lageberichte des Reichskommissars für Überwachung der öffentlichen Ordnung, ab 1920, (Hrsg.), Bestand des Bundesarchivs Koblenz R134, München 1979 (Neuauflage).